# Bernardino Fergioni
Bernardino Vincenzo Fergioni (Roma, 2 gennaio 1674 – Roma, 1738) è stato un pittore e incisore italiano.

## Biografia
Fergioni nacque a Roma il 2 gennaio 1674, anche se alcune fonti datate riportano erroneamente il 1675 come anno di nascita. Fu battezzato il 9 gennaio, nella non più esistente chiesa di San Nicola degli Incoronati, sita nelle vicinanze delle Carceri Nuove, nel rione Regola di Roma. Sua madre, Margherita Bottoni, era di Montegiorgio, vicino Fermo. Suo padre era uno sbirro (poliziotto del XVII secolo) di Sant'Angelo del Pesco. Il soprannome di Sbirretto, più spesso usato per riferirsi a lui anche rispetto al suo cognome nei documenti, deriva dalla professione del padre.
Sebbene oggi poco conosciuto e apprezzato, Fergioni fu bene apprezzato dai suoi contemporanei. Verso la fine del primo decennio del Settecento egli fu incluso nell'Abecedario pittorico di Pellegrino Antonio Orlandi, che registrò le informazioni sul pittore fornitegli da Giuseppe Ghezzi. Fergioni scrisse una lettera di ringraziamento a Orlandi per la sua inclusione nell'Abecedario nel 1719 (la lettera è oggi all'Archiginnasio di Bologna, manoscritto B. 153, n. 82). Un'altra biografia, più ricca di dettagli, su Fargioni fu completata da Nicola Pio nel 1724.
Fergioni nacque in una famiglia di modeste risorse, ma riuscì comunque a dedicarsi allo studio della letteratura, affinando le sue capacità di oratore e poeta fino ai vent'anni. Fergioni inizia a dipingere per diletto, cercando consigli sulla migliore tecnica pittorica tra i suoi contemporanei. Fergioni iniziò copiando opere di altri pittori famosi, quali Mattia Preti, Giacinto Brandi e Guercino. Dopo il suo incontro con il pittore tedesco Philipp Peter Roos, egli iniziò a seguire lo stile di quest'ultimo, diventando così un pittore di animali (animalista). Successivamente, Fergioni intraprese un viaggio in Toscana, soggiornando a Siena (dove trovò lavoro) e poi a Livorno. A Livorno il Fergioni studia con un maestro sconosciuto, Monsù Alto, che gli impartisce un approccio più realista e naturalistico, permettendogli di costruirsi un repertorio di forme.
Rientra a Roma come paesaggista marino. Lì riceve incarichi dalla famiglia Gabrielli, oltre che da committenti genovesi e taggini. Probabilmente intorno al 1711, Fergioni dipinge un'Annunziata per la chiesa di San Martino in Faldignano, nei pressi di Cascia, Umbria. Il dipinto è ora perduto.

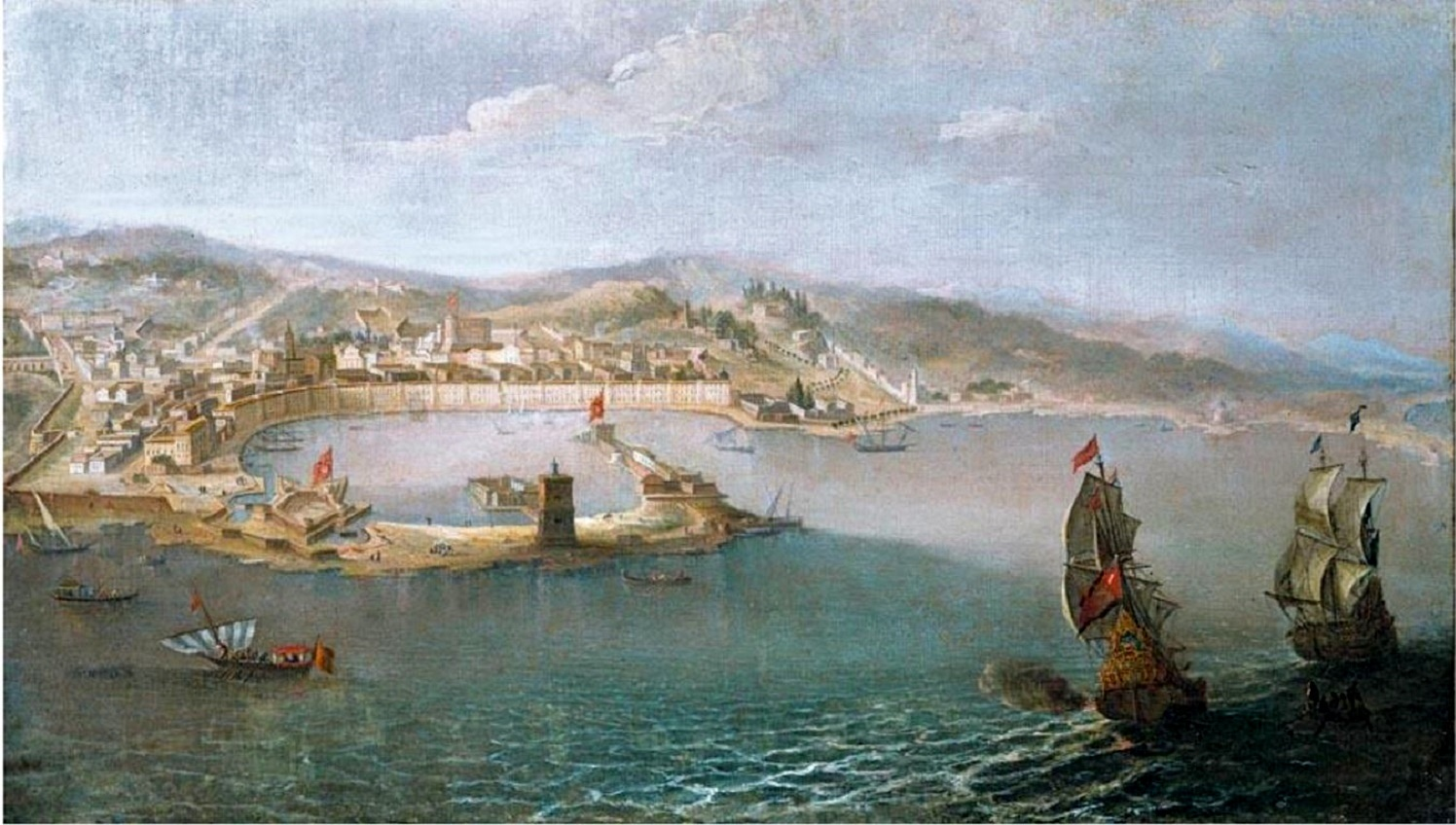
Veduta di Messina, Bernardino Fergioni

Ghezzi espose dipinti del Fergioni (che egli riteneva molto belli) a San Salvatore in Lauro in due occasioni, nel 1716 e nel 1717. Si trattava di una veduta marina con diverse figure, proprietà della famiglia Falconieri , e di una veduta del porto di Messina. Altri dipinti del Fergioni sono registrati nei documenti notarili. Tra questi vi sono Due grandi marine bislonghe (Arch. Di Stato di Roma, 30 Notai capitolini, Ufficio 25, busta 559), proprietà di Filippo Antonelli nel 1732; Una marina (ibid., Ufficio 14, busta 430), proprietà di Andrea Marilli nel 1760; e Due piccoli paesini (Ibid., Not. D. Tribunale d. Auditor Camerae, busta 4392) proprietà di Giuseppe Sardi nel 1771.
Secondo Lanzi, due pittori francesi oscurarono la fama di Fergioni all'inizio del XVIII secolo, ovvero il Manglard ed il Vernet, che arrivarono a Roma rispettivamente nel 1715 e nel 1734. Secondo Lanzi, Vernet non fu accolto troppo calorosamente nello studio di Manglard, e quindi passò da Fergioni prima di andare sur les ports de mer ... faire ses études. Tuttavia, Vernet probabilmente studiò prima con Fergioni, per poi trasferirsi dal Manglard. Tra i suoi altri allievi vanno menzionati anche Andrea Locatelli e Paolo Anesi.
Fergioni ebbe un modesto successo finanziario, ma un successo sociale più consistente. Suo padre gli lasciò in eredità i suoi mobili e una trentina di dipinti, insieme all'obbligo di provvedere alla famiglia attraverso il suo altalenante mestiere di pittore (a Fergioni fu affidato l'onere di "provvedere alla famiglia tramite le di lui industrie e con la di lui virtù e fatiche nella professione di pittore"). D'altra parte, Fergioni fu insignito di una Croce di Cavaliere da Papa Benedetto XIII, che egli "ostentava continuamente".
Fergioni sposò Anna Maria Moscatelli il 14 dicembre 1722. Il matrimonio non produsse prole. Fergioni morì a Roma nel 1738.